# Nowellia borneensis
Nowellia borneensis là một loài rêu tản trong họ Cephaloziaceae. Loài này được (De Not.) Schiffner miêu tả khoa học lần đầu tiên năm 1893.